# ژان-رمون توسو
ژان-رمون توسو (فرانسوی: Jean-Raymond Toso‎؛ زادهٔ ۱۷ دسامبر ۱۹۵۲) دوچرخه‌سوار اهل فرانسه است.